# 樂富

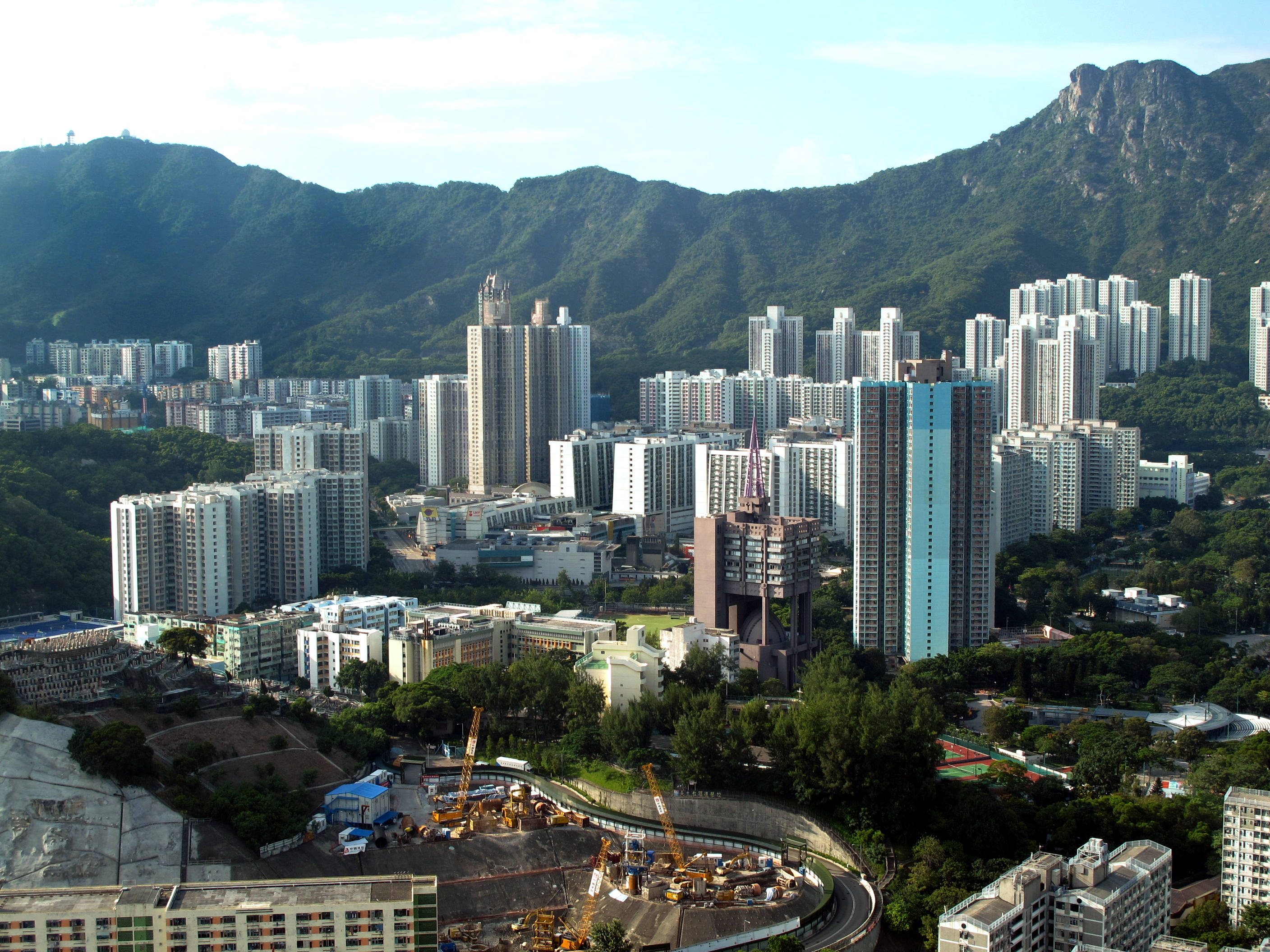
2010年的樂富

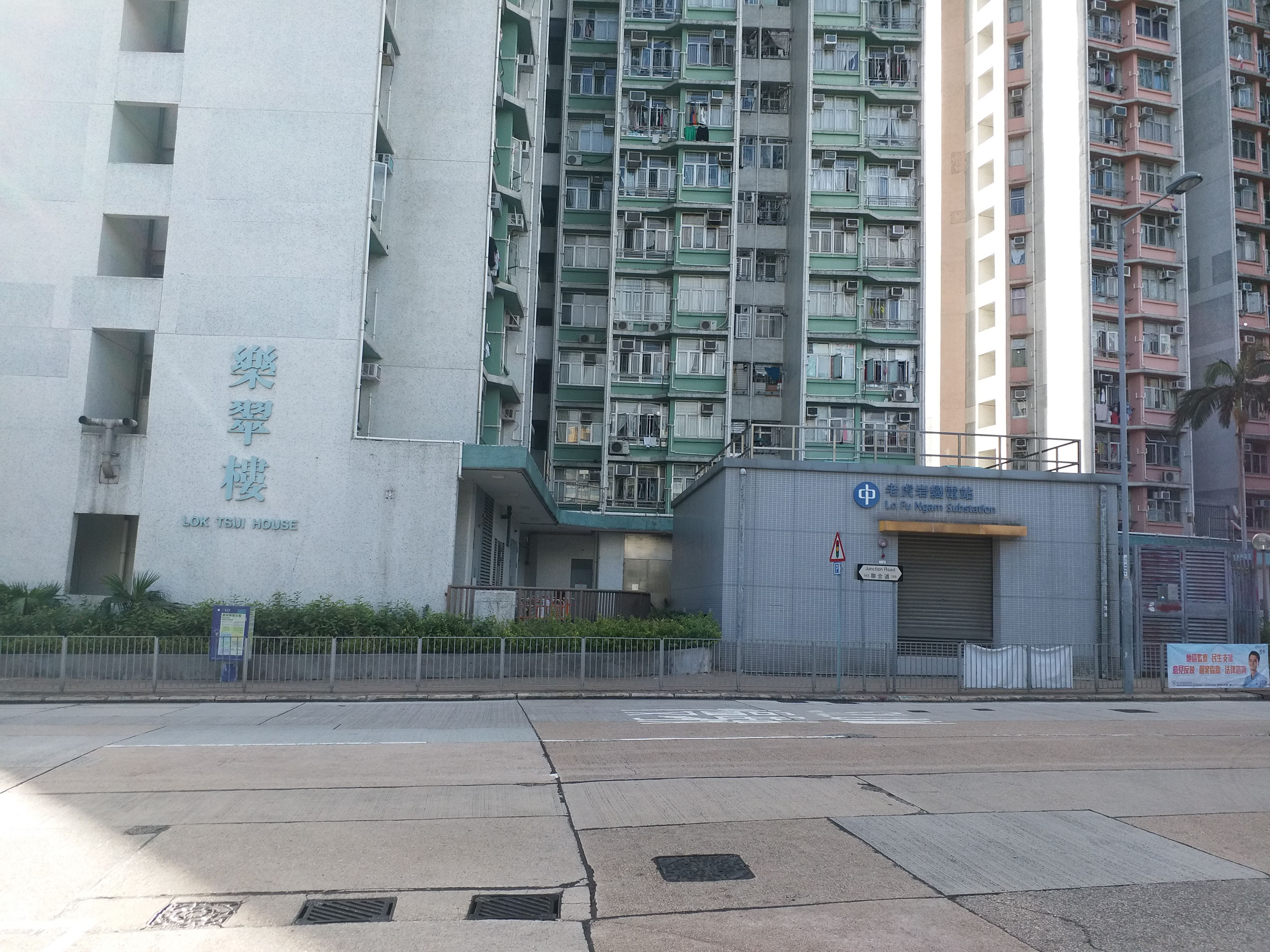
位於樂富邨樂翠樓外的變電站仍稱老虎岩

樂富（英語：Lok Fu）位於香港九龍北部，原名「老虎岩」（英語：Lo Fu Ngam），屬於黃大仙區，而同屬樂富一部分的樂富公園則在十八區分區中劃入九龍城區。樂富位於獅子山山腳，即九龍城以北、橫頭磡以南、九龍仔以東，全區以樂富邨為中心。

## 歷史

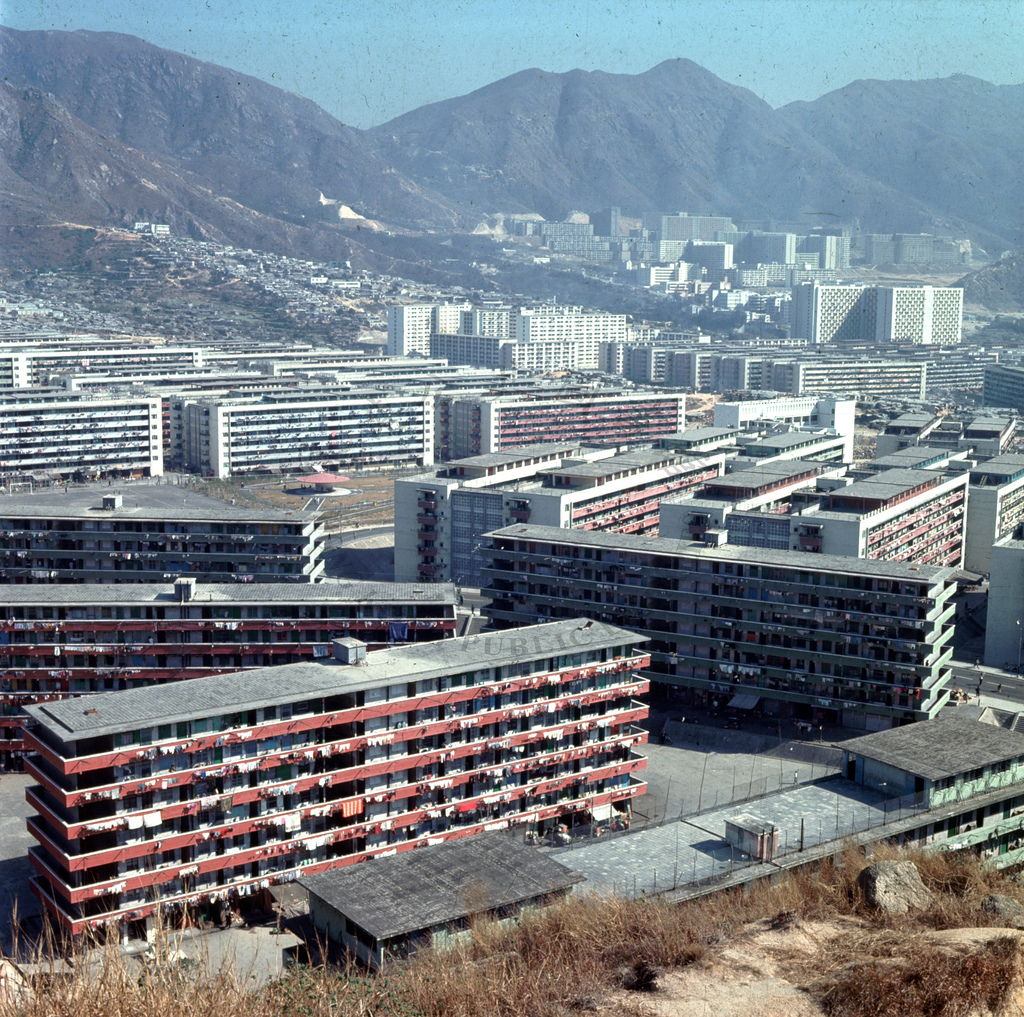
1970年的樂富

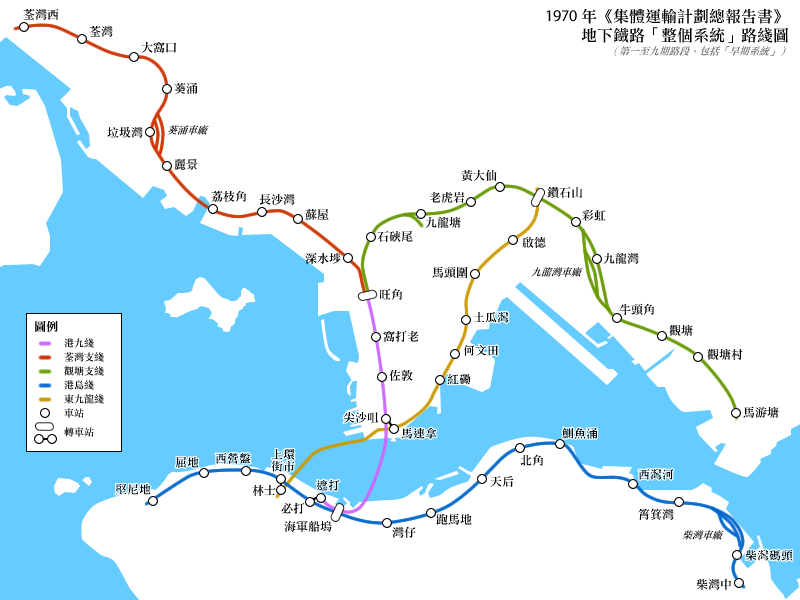
1970年《集體運輸計劃總報告書》中擬議觀塘支綫的老虎岩站

樂富的前身為老虎岩徙置區，在1960至1970年代舊稱「老虎岩」，相傳老虎岩從前是一個山頭的岩洞，因有老虎出沒過而得名。
後來因為老虎這名字剎氣大，兼且不吉利，所以香港政府便以「老虎」諧音「樂富」取替，亦含居民能夠安樂及富足之意。在1970年提出建造地下鐵路系統的建議時，當時樂富的位置仍稱老虎岩站。以前老虎岩有著名的老虎岩木屋區，其後徙置大廈在1957年至1963年間落成，成為老虎岩徙置區。老虎岩徙置區1963年被更名為老虎岩新區；1971年再被更名為樂富新區。為配合1973年香港房屋委員會的成立及接管後，再於同年改稱樂富邨。
由於橫頭磡部分屋邨及屋苑，包括橫頭磡邨及德強苑被劃分在樂富分區，因此人們經常將樂富北面的橫頭磡視為樂富的一部份。

## 房屋

### 公共屋邨
樂富邨是樂富唯一的公共屋邨，早在1957年落成，共23座，重建後的樂富邨則在1984年落成，共11座，截至2017年12月31日提供約3600個單位，人口為9,900。

### 居者有其屋計劃
德強苑、嘉強苑、富強苑和康強苑屬樂富居屋屋苑，分別於1991年和1999年落成，提供約1370個單位和640個單位。

## 公共設施

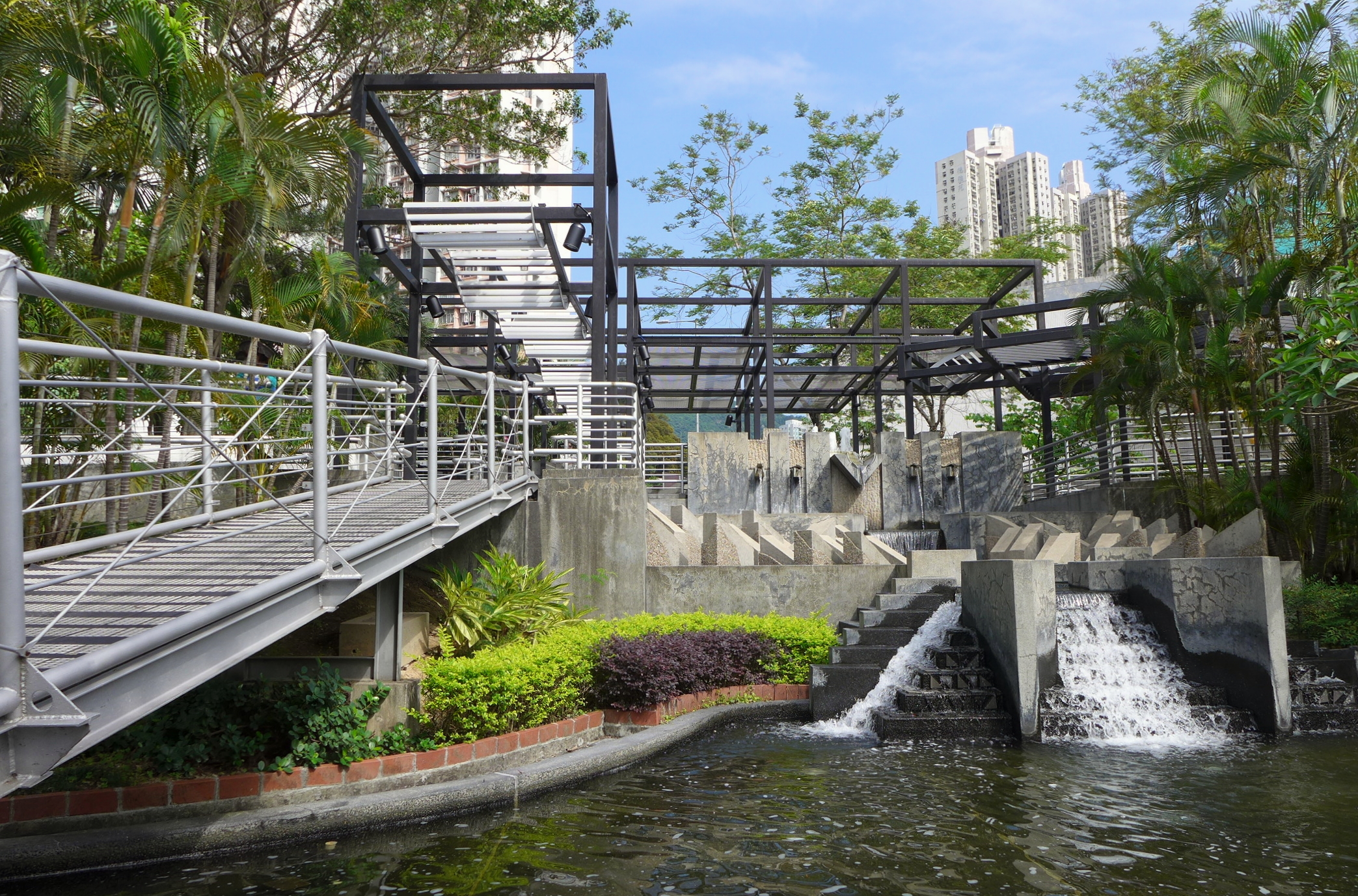
樂富遊樂場

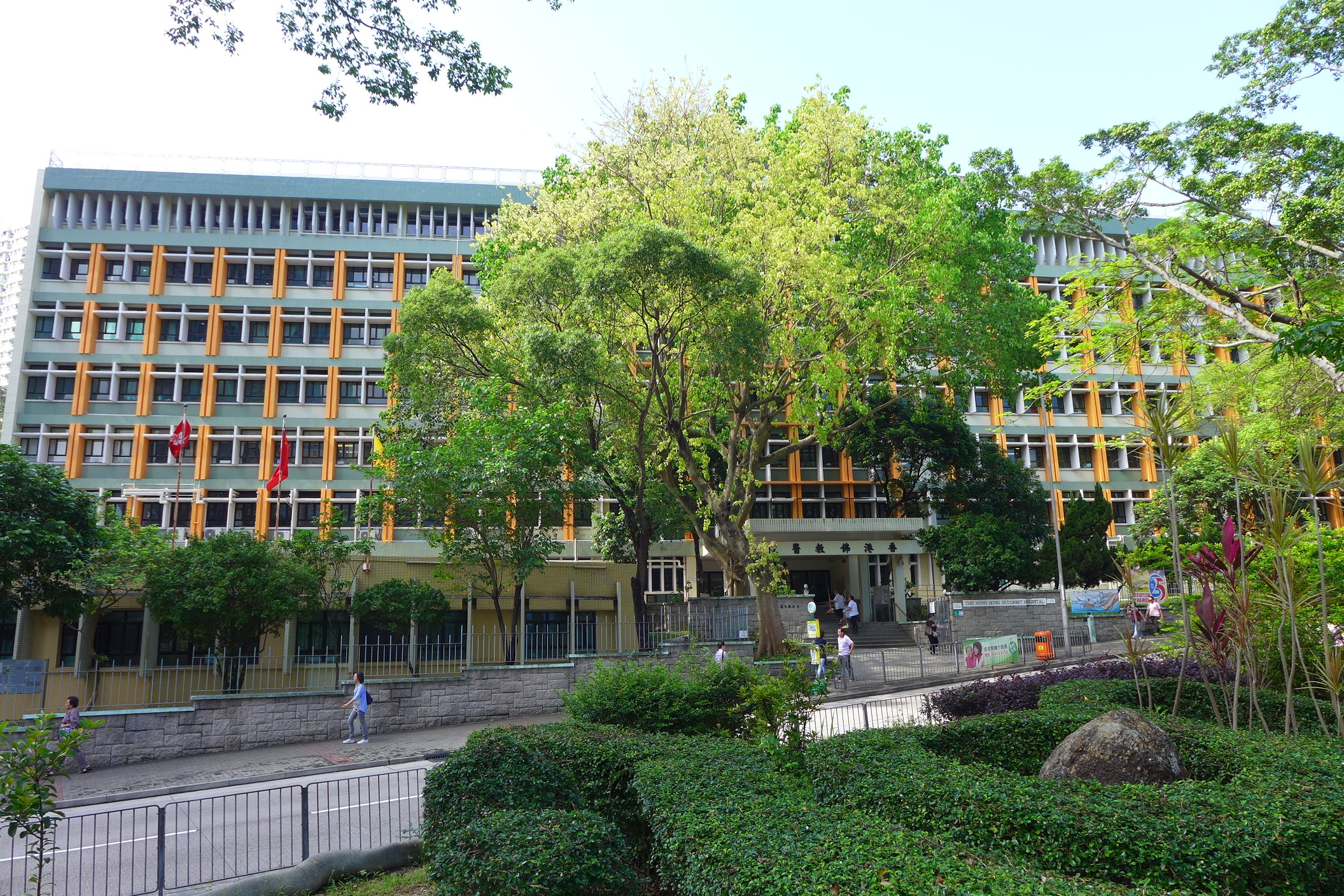
香港佛教醫院

### 醫療服務
- 香港佛教醫院（公營醫院，屬九龍中醫院聯網）

### 文娛康樂
- 摩士公園
- 樂富公園
- 樂富遊樂場
- 樂富公共圖書館

### 教育
幼稚園
- 基督教佈道中心樂富幼稚園 （页面存档备份，存于）（1971年創辦）
- 香港伯特利教會基甸幼稚園 （页面存档备份，存于）（1990年創辦）

小學
- 華德學校（1963年創辦）
- 聖博德學校（1965年創辦）

#### 已結束的學校
- 伯特利學校（樂富邨4座天台）
- 生命堂小學（樂富邨6座及17座天台）
- 救世軍小學（樂富邨8座天台）
- 使徒信心會小學（樂富邨8座天台）
- 福德幼稚園（樂富邨16座地下及天台）
- 張祝珊幼稚園（樂富邨17座地下）
- 佛教普賢幼稚園（樂富邨18座天台）
- 慕光小學（樂富邨20座地下）
- 慕光幼稚園（樂富邨20座天台）
- 張祝珊記念小學（樂富邨23座地下）
- 基甸幼稚園（樂富邨23座天台）

### 商場

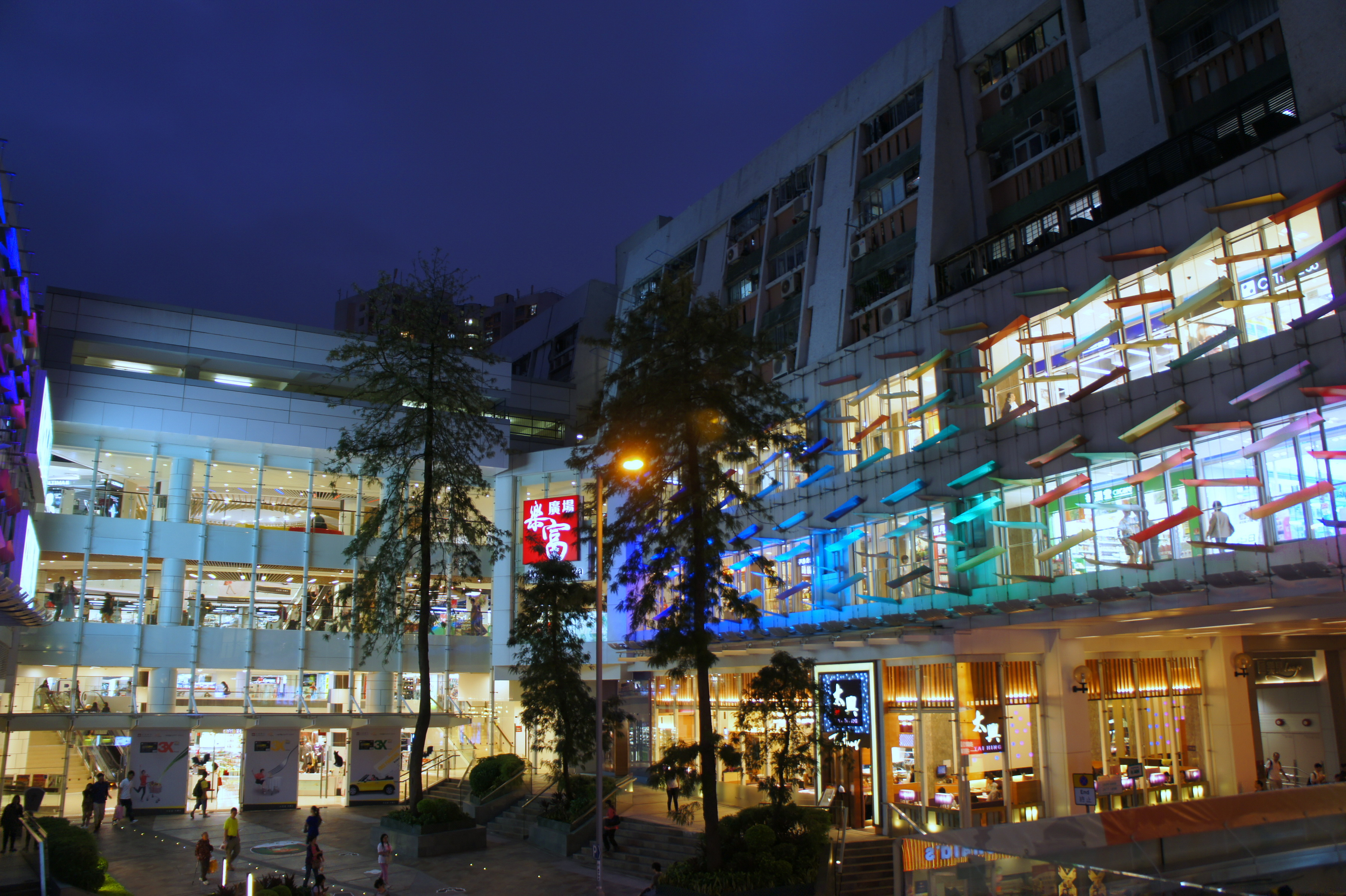
樂富廣場

位於聯合道與橫頭磡道的樂富廣場是樂富最大的商場，由領展（舊稱「領滙」）負責管理，樓面面積接近70萬平方呎，零售商戶約160間，餐飲商戶約40間。商場內亦有大型日資百貨公司「UNY生活創庫」及傳統乾貨及鮮活街市。在樂富廣場內的平台花園更保留了「八仙圖」大型壁畫，供遊人欣賞

## 區議會議席分佈
為方便比較，以下列表以東頭村道、東正道、太子道東、彩虹道、大成街、東頭村道、鳳舞街、龍翔道、竹園道、聯合道為範圍。
| 年度/範圍                                  | 2000-2003                              | 2004-2007                              | 2008-2011                              | 2012-2015                              | 2016-2019                              | 2020-2023                              | 2024-2027    |
| ------------------------------------------ | -------------------------------------- | -------------------------------------- | -------------------------------------- | -------------------------------------- | -------------------------------------- | -------------------------------------- | ------------ |
| 聯合道、杏林街、鳳舞街、東頭村道           | 東美選區的一部分                       | 東美選區的一部分                       | 東美選區的一部分                       | 東美選區的一部分                       | 東美選區的一部分                       | 東美選區的一部分                       | 黃大仙西選區 |
| 東頭村道、東正道、太子道東、彩虹道、大成街 | 東頭選區的一部分及東美選區的一部分     | 東頭選區的一部分及東美選區的一部分     | 東頭選區的一部分及東美選區的一部分     | 東頭選區的一部分及東美選區的一部分     | 東頭選區的一部分及東美選區的一部分     | 東頭選區的一部分及東美選區的一部分     | 黃大仙西選區 |
| 聯合道、竹園道、龍翔道、鳳舞街、杏林街     | 樂富選區、橫頭磡選區及天強選區的一部分 | 樂富選區、橫頭磡選區及天強選區的一部分 | 樂富選區、橫頭磡選區及天強選區的一部分 | 樂富選區、橫頭磡選區及天強選區的一部分 | 樂富選區、橫頭磡選區及天強選區的一部分 | 樂富選區、橫頭磡選區及天強選區的一部分 | 黃大仙西選區 |

註：以上主要範圍尚有其他細微調整（包括編號），請參閱有關區議會選舉選區分界地圖及條目。

## 外部連結
- 其他屋邨歷史研究篇(1) - 老虎岩、樂富名字的由來（揭開老虎岩改名為樂富之謎） （页面存档备份，存于）